# The Angry Black Girl and Her Monster
The Angry Black Girl And Her Monster è un film di genere horror-fantascientifico statunitense del 2023, scritto e diretto dall'esordiente Bomani J. Story. Il cast include Laya DeLeon Hayes, Denzel Whitaker e Chad Coleman.
Ispirato a Frankenstein di Mary Shelley, il film racconta di Vicaria (Laya DeLeon Hayes), una brillante adolescente che riporta in vita il fratello, il quale si trasforma in un mostro assetato di vendetta.
Il film ha debuttato l'11 marzo 2023 al South by Southwest Film Festival. Successivamente, è stato distribuito in alcune sale selezionate negli Stati Uniti il 9 giugno 2023 e in streaming il 23 giugno 2023. Il film ha ricevuto una nomination come Miglior film indipendente ai 55° NAACP Image Awards, dove Laya DeLeon Hayes è stata candidata come Miglior rivelazione.

## Trama
La diciassettenne Vicaria vive in un mondo segnato da violenza, brutalità della polizia e tossicodipendenza. Dopo aver perso tragicamente la madre e poi il fratello, questa giovane geniale decide di porre fine al ciclo di violenza riportando in vita la sua famiglia. Ci riesce con il fratello, ma ben presto si rende conto di aver creato un mostro assetato di vendetta.

## Interpreti
- Laya DeLeon Hayes nel ruolo di Vicaria
- Denzel Whitaker nel ruolo di Kango
- Chad L. Coleman nel ruolo di Donald
- Reilly Brooke Stith nel ruolo di Aisha
- Keith Sean Holliday nel ruolo di Jamaal
- Amani Summer nel ruolo di Jada
- Edem Atsu-Swanzy nel ruolo di Chris e del mostro

## Produzione

### Sviluppo
In un'intervista rilasciata a The Austin Chronicle, Bomani J. Story ha rivelato di aver avuto l'idea per il film nel 2008 e di aver completato la sceneggiatura originale 10 anni dopo, nel 2018. Nonostante i numerosi rifiuti e un lungo periodo di stallo, il progetto ha finalmente trovato interesse nella società di media horror Crypt TV durante la pandemia di coronavirus del 2020.
L'annuncio ufficiale del film è avvenuto il 4 maggio 2022. Il film segna il primo lungometraggio in lingua inglese di Crypt TV, che nel 2021 aveva distribuito il film in hindi Chhorii.
Le riprese sono iniziate nel giugno 2022 e terminate alla fine di luglio dello stesso anno.

### Sceneggiatura
Ispirato al classico Frankenstein o il moderno Prometeo di Mary Shelley (1818), The Angry Black Girl and Her Monster è un'opera scritta e diretta da Bomani J. Story, già apprezzato per il film del 2018 Rock Steady Row. In un'intervista rilasciata a Deadline, Story ha rivelato come la sua passione per i film sui mostri, condivisa con la sorella maggiore, lo abbia portato a immaginare un adattamento di Frankenstein da una prospettiva culturalmente più vicina a lui.
In un'intervista con MovieWeb, il regista ha raccontato di aver letto Frankenstein al liceo, rimanendo colpito dalla forza dei suoi temi, in particolare dal personaggio di Victor Frankenstein e dalla disumanizzazione della sua creatura. Story ha sottolineato come la perdita precoce della madre e di altre figure care da parte di Victor, lo abbiano spinto a rileggere la storia in chiave contemporanea, sentendo l'urgenza di un adattamento per i nostri tempi.

### Casting
Il 4 maggio 2022, Laya DeLeon Hayes è stata annunciata nel ruolo della protagonista Vicaria, con Denzel Whitaker interprete di Kango. Con un comunicato stampa del 1° febbraio 2023, la casa di produzione ha annunciato inoltre la presenza di Chad Coleman, Reilly Brooke Stith, Keith Sean Holliday, Amani Summer ed Edem Atsu-Swanzy in ruoli secondari.

## Distribuzione
Il 1° febbraio 2023 è stato comunicato che The Angry Black Girl And Her Monster sarebbe stato presentato al South by Southwest Film Festival a marzo. Il 22 febbraio 2023, è stato annunciato l'acquisito del film da parte di RLJE Films, che ne avrebbe curato la distribuzione nelle sale cinematografiche verso la fine dell'estate, seguita dall'approdo in streaming su Shudder e ALLBLK.
The Angry Black Girl And Her Monster è stato presentato in anteprima anche all'Overlook Film Festival il 30 marzo 2023.
Il film ha avuto una distribuzione limitata nelle sale cinematografiche a partire dal 9 giugno 2023, seguita dal rilascio on-demand e in streaming il 23 giugno 2023.

## Accoglienza

### Critica
Sull'aggregatore di recensioni Rotten Tomatoes, il film vanta un indice di gradimento positivo dell'85% basato su 59 recensioni, con una valutazione media di 7,1/10. Il consenso del sito lo definisce un "debutto entusiasmante e sicuro" per Bomani J. Story, lodando la sua innovativa e socialmente rilevante rilettura di un classico. Megan Navarro di Bloody Disgusting ha apprezzato il film, definendolo "una giusta reinterpretazione" del romanzo di Mary Shelley, sottolineando come la sua forza risieda nell'umanità dei personaggi e nelle metafore, più che nel tradizionale horror.
Matteo Vergani di Nocturno da al film un voto di 3 su 5, definendolo un prodotto che fin da subito mostra allo spettatore l'umanità e l'autenticità dei protagonisti.